# Награди „Оскар“ (57-а церемония)
Петдесет и седмата церемония по връчване на филмовите награди „Оскар“ се провежда на 25 март 1985 година. На нея се връчват призове за най-добри постижения във филмовото изкуство за предходната 1984 година. Събитието се провежда в „Дороти Чандлър Павилион“, Лос Анджелис, Калифорния. Водещ на представлението е актьорът Джак Лемън.
Големият победител на вечерта е биографичната драма „Амадеус“, на режисьора Милош Форман, номинирана в 11 категории за наградата, печелейки 8 статуетки.
Сред останалите основни заглавия са колониалната драма „Път към Индия“ на Дейвид Лийн, епосът „Полетата на смъртта“ на Ролан Жофе и провинциалната драма „Места в сърцето“ на Робърт Бентън.
Сред любопитните факти на церемонията, е наградата в категорията за най-добра поддържаща мъжка роля за камбоджанеца Хаинг Нгор, който не е професионален актьор. Това е вторият прецедент от този тип в историята на наградите „Оскар“, след приза в същата категория за ветерана от войната Харолд Ръсел на деветнадесетата церемония.
Статуетката на 77-годишната Пеги Ашкрофт за най-добра поддържаща женска роля я превръща в най-възрастния носител на отличието в тази категория.

## Филми с множество номинации и награди
| Долуизброените филми получават повече от 2 номинации в различните категории за настоящата церемония: - 11 номинации: Амадеус, Път към Индия - 7 номинации: Полетата на смъртта, Места в сърцето - 5 номинации: 2010, Реката - 4 номинации: Самороден - 3 номинации: Тарзан от рода Грейстоук, Войнишка история | Долуизброените филми получават повече от 1 награда „Оскар“ на настоящата церемония: - 8 статуетки: Амадеус - 3 статуетки: Полетата на смъртта - 2 статуетки: Път към Индия, Места в сърцето |

## Номинации и награди
Долната таблица показва номинациите за наградите в основните категории. Победителите са изписани на първо място с удебелен шрифт.
| Най-добър филм | Най-добър режисьор |
| --- | --- |
| - Амадеус - Полетата на смъртта - Път към Индия - Места в сърцето - Войнишка история | - Милош Форман – Амадеус - Уди Алън – Дани Роуз от Бродуей - Робърт Бентън – Места в сърцето - Ролан Жофе – Полетата на смъртта - Дейвид Лийн – Път към Индия                       |
| Най-добра мъжка роля | Най-добра женска роля |
| - Ф. Мъри Ейбръхам – Амадеус - Джеф Бриджис – Човек от звездите - Албърт Фини – В подножието на вулкана - Том Хълси – Амадеус - Сам Уотърстън – Полетата на смъртта                                                                       | - Сали Фийлд – Места в сърцето - Джуди Дейвис – Път към Индия - Джесика Ланг – Провинция - Ванеса Редгрейв – Бостънците - Сиси Спейсик – Реката                                     |
| Най-добра поддържаща мъжка роля | Най-добра поддържаща женска роля |
| - Хаинг Нгор – Полетата на смъртта - Адолф Цезар – Войнишка история - Джон Малкович – Места в сърцето - Пат Морита – Карате кид - Ралф Ричардсън – Тарзан от рода Грейстоук                                                               | - Пеги Ашкрофт – Път към Индия - Глен Клоуз – Самороден - Линдзи Кроус – Места в сърцето - Кристин Лахти – Двойна смяна - Джералдин Пейдж – Папата от Гринуич Вилидж                |
| Най-добър оригинален сценарий | Най-добър адаптиран сценарий |
| - Места в сърцето – Робърт Бентън - Полицаят от Бевърли Хилс – Данило Бах и Дениъл Петри - Дани Роуз от Бродуей – Уди Алън - Северът – Грегъри Нава и Анна Томас - Плясък – Брайън Грейзър, Лоуел Ганц, Бабало Мендел и Брус Джей Фридман | - Амадеус – Питър Шафър - Тарзан от рода Грейстоук – Робърт Тауни / П.Х. Вазек - Полетата на смъртта – Брус Робинсън - Път към Индия – Дейвид Лийн - Войнишка история – Чарлс Фюлер |
| Най-добра кинематография (операторско майсторство) | Най-добър чуждоезичен филм |
| - Полетата на смъртта – Крис Менгес - Амадеус – Мирослав Ондрижчек - Самороден – Салеб Дешанел - Път към Индия – Ърнест Дей - Реката – Вилмош Зигмунд                                                                                     | - Опасни ходове (Швейцария) - Зад решетките (Израел) - Камила (Аржентина) - Двойно бъдеще (Испания) - Военнополеви роман (СССР)                                                     |